# 14 mai 1953
Le jeudi 14 mai 1953 est le 134e jour de l'année 1953.

## Naissances
- Christine Milne, homme politique australien
- Esko Lähtevänoja, skieur de fond finlandais
- Jibril Rajub, homme politique palestinien
- Jiri Bartolsic, cycliste slovaque
- Michael Hebranko (mort le 25 juillet 2013), connu pour être l'un des hommes les plus lourds au monde
- Norodom Sihamoni, roi du Cambodge
- Tom Cochrane, chanteur et guitariste de rock
- Wim Mertens, compositeur et pianiste de New age et d'open music

## Décès
- Crauford Kent (né le 12 octobre 1881), acteur américain
- Ibrahim Lama (né en 1904), réalisateur
- Jean Heurtaux (né en 1914), pilote automobile de course français
- Tamar Abakelia (née en 1905), artiste, sculptrice, peintre et productrice de cinéma géorgienne

## Événements
- France : création de l'hebdomadaire « l'Express » par Jean-Jacques Servan-Schreiber et Françoise Giroud.